# 69º Campeonato Brasileiro Absoluto de Xadrez
O 69º Campeonato Brasileiro Absoluto de Xadrez foi uma competição de xadrez organizado pela CBX referente ao ano de 2002. Sua fase final foi disputada na cidade de Brasília (DF) de 9 a 15 de fevereiro de 2003. O GM Darcy Lima sagrou-se campeão campeão após 8 jogos de desempate nas cidades de Rio das Ostras (RJ) e Ilha Solteira (SP).

## Fase final
Os 32 jogadores classificados disputaram a fase final pelo Sistema Suíço em 9 rodadas.
Sistema de pontuação
- 1,0 ponto por vitória
- 0,5 ponto por empate
- 0,0 ponto por derrota

Jogos de desempate em Rio das Ostras (RJ) e Ilha Solteira (SP)
| Jogador          | UF | J1  | J2  | J3  | J4  | J5  | J6  | J7  | J8  | Pts |
| ---------------- | -- | --- | --- | --- | --- | --- | --- | --- | --- | --- |
| Darcy Lima       | SC | vit | vit | emp | vit | emp | vit | vit | emp | 6,5 |
| Ricardo Teixeira | RJ | der | der | emp | der | emp | der | der | emp | 1,5 |

| Pos | Jogador                  | UF | Pontos | M-Buch | Prog | Vit | R1      | R2      | R3      | R4      | R5      | R6      | R7      | R8      | R9      |
| --- | ------------------------ | -- | ------ | ------ | ---- | --- | ------- | ------- | ------- | ------- | ------- | ------- | ------- | ------- | ------- |
| 1º  | Darcy Lima               | SC | 6,5    | 37,0   | 31,5 | 5   | 32º der | 22º vit | 13º vit | 07º emp | 09º vit | 08º vit | 03º vit | 04º emp | 06º emp |
| 2º  | Ricardo Teixeira         | RJ | 6,5    | 34,5   | 30,5 | 5   | 21º emp | 15º emp | 11º vit | 12º vit | 06º der | 25º vit | 16º vit | 03º emp | 04º vit |
| 3º  | Rodrigo Disconzi Silva   | SC | 6,0    | 39,0   | 35,5 | 4   | 18º vit | 13º vit | 07º vit | 04º emp | 10º vit | 06º emp | 01º der | 02º emp | 09º emp |
| 4º  | Everaldo Matsuura        | SC | 6,0    | 37,5   | 33,0 | 4   | 11º emp | 17º vit | 28º vit | 03º emp | 08º emp | 15º vit | 06º vit | 01º emp | 02º der |
| 5º  | Luís Henrique Coelho     | DF | 6,0    | 33,5   | 26,5 | 4   | 17º emp | 11º emp | 21º vit | 06º emp | 15º der | 18º emp | 19º vit | 08º vit | 12º vit |
| 6º  | Jefferson Pelikian       | SP | 5,5    | 39,5   | 32,0 | 3   | 20º vit | 23º vit | 10º emp | 05º emp | 02º vit | 03º emp | 04º der | 07º emp | 01º emp |
| 7º  | Adriano Rodrigues        | SP | 5,5    | 36,5   | 29,0 | 3   | 30º vit | 12º vit | 03º der | 01º emp | 16º emp | 09º emp | 11º vit | 06º emp | 14º emp |
| 8º  | Frederico Matsuura       | PR | 5,5    | 34,0   | 29,0 | 4   | 22º emp | 24º vit | 32º vit | 10º emp | 04º emp | 01º der | 12º vit | 05º der | 18º vit |
| 9º  | Diego di Berardino       | RJ | 5,5    | 33,5   | 26,5 | 4   | 29º vit | 10º der | 26º vit | 16º emp | 01º der | 07º emp | 21º vit | 13º vit | 03º emp |
| 10º | Vinícius Marques         | SP | 5,0    | 35,5   | 27,5 | 3   | 25º vit | 09º vit | 06º emp | 08º emp | 03º der | 12º der | 18º emp | 15º vit | 11º emp |
| 11º | Leandro Campelo          | MG | 5,0    | 35,0   | 23,5 | 3   | 04º emp | 05º emp | 02º der | 26º vit | 14º emp | 23º vit | 07º der | 25º vit | 10º emp |
| 12º | Fabiano Fortes Prates    | RS | 5,0    | 34,5   | 27,0 | 5   | 26º vit | 07º der | 19º vit | 02º der | 24º vit | 10º vit | 08º der | 17º vit | 05º der |
| 13º | Adriano Valle de Sousa   | DF | 5,0    | 31,5   | 23,5 | 4   | 31º vit | 03º der | 01º der | 21º emp | 27º vit | 22º vit | 15º emp | 09º der | 23º vit |
| 14º | Marco Antônio Asfora     | PE | 5,0    | 30,0   | 23,5 | 1   | 15º emp | 21º emp | 25º emp | 23º emp | 11º emp | 19º emp | 24º emp | 16º vit | 07º emp |
| 15º | Helder Gaioso Pinto      | GO | 4,5    | 35,5   | 25,5 | 2   | 14º emp | 02º emp | 23º vit | 32º emp | 05º vit | 04º der | 13º emp | 10º der | 17º emp |
| 16º | Jorge Bittencourt        | ES | 4,5    | 33,0   | 24,0 | 2   | 19º emp | 32º emp | 18º vit | 09º emp | 07º emp | 17º emp | 02º der | 14º der | 24º vit |
| 17º | Paulo Cezar Haro         | SP | 4,5    | 31,5   | 23,5 | 2   | 05º emp | 04º der | 20º vit | 24º emp | 32º vit | 16º emp | 25º emp | 12º der | 15º emp |
| 18º | Flávio Olivęncia         | RS | 4,5    | 31,5   | 22,0 | 3   | 03º der | 31º vit | 16º der | 28º vit | 25º emp | 05º emp | 10º emp | 24º vit | 08º der |
| 19º | José Sílvio Lucena       | MA | 4,5    | 29,0   | 21,0 | 2   | 16º emp | 28º emp | 12º der | 31º vit | 21º emp | 14º emp | 05º der | 27º emp | 26º vit |
| 20º | Carlos Henrique Pinto    | RN | 4,5    | 25,0   | 17,5 | 3   | 06º der | 27º emp | 17º der | 30º vit | 23º der | 29º vit | 22º emp | 26º emp | 31º vit |
| 21º | Ricardo Schütt           | SP | 4,0    | 33,5   | 19,5 | 1   | 02º emp | 14º emp | 05º der | 13º emp | 19º emp | 28º vit | 09º der | 29º emp | 22º emp |
| 22º | Carlos Alessandro Silva  | DF | 4,0    | 29,5   | 19,5 | 2   | 08º emp | 01º der | 27º vit | 25º der | 31º vit | 13º der | 20º emp | 28º emp | 21º emp |
| 23º | Adalberto Araújo         | SP | 4,0    | 30,5   | 20,5 | 3   | 27º vit | 06º der | 15º der | 14º emp | 20º vit | 11º der | 29º emp | 30º vit | 13º der |
| 24º | André de Souza Felipe    | PB | 3,5    | 29,5   | 20,0 | 2   | 28º emp | 08º der | 30º vit | 17º emp | 12º der | 32º vit | 14º emp | 18º der | 16º der |
| 25º | Lincoln Lucena           | DF | 3,5    | 31,5   | 21,5 | 2   | 10º der | 29º vit | 14º emp | 22º vit | 18º emp | 02º der | 17º emp | 11º der | 27º der |
| 26º | Cesídio R. Monteiro Neto | PE | 3,5    | 28,5   | 16,0 | 3   | 12º der | 30º vit | 09º der | 11º der | 28º der | 31º vit | 27º vit | 20º emp | 19º der |
| 27º | Jerônimo Pimenta         | DF | 3,5    | 27,0   | 14,0 | 2   | 23º der | 20º emp | 22º der | 29º vit | 13º der | 30º emp | 26º der | 19º emp | 25º vit |
| 28º | Neri Silveira Filho      | RN | 3,5    | 26,5   | 17,5 | 2   | 24º emp | 19º emp | 04º der | 18º der | 26º vit | 21º der | 31º vit | 22º emp | 30º der |
| 29º | Giovanni Costa           | SP | 3,0    | 24,0   | 8,5  | 2   | 09º der | 25º der | 31º der | 27º der | 30º vit | 20º der | 23º emp | 21º emp | bye     |
| 30º | Espedito Sales Filho     | MA | 2,5    | 25,5   | 6,0  | 2   | 07º der | 26º der | 24º der | 20º der | 29º der | 27º emp | bye     | 23º der | 28º vit |
| 31º | Flávio Pompeo            | DF | 2,0    | 27,5   | 9,0  | 2   | 13º der | 18º der | 29º vit | 19º der | 22º der | 26º der | 28º der | bye     | 20º der |
| 32º | Marcelo Bouwman          | PE | 2,0    | 22,5   | 10,0 | 1   | 01º vit | 16º emp | 08º der | 15º emp | 17º der | 24º der | W.O     | W.O     | W.O     |